# يويا أندو
يويا أندو (باليابانية: 遠藤雄弥؛ بالكانا: えんどう ゆうや) هو ممثل ياباني، ولد في 20 مارس 1987 في أتسوغي في اليابان.

## وصلات خارجية
- الموقع الرسمي
- يويا أندو على موقع IMDb (الإنجليزية)
- يويا أندو على موقع ألو سيني (الفرنسية)
- يويا أندو على موقع أول موفي (الإنجليزية)
- يويا أندو على موقع قاعدة بيانات الفيلم (الإنجليزية)
- يويا أندو على موقع ANN person (الإنجليزية)